# Cô phù thủy nghịch ngợm
Cô phù thủy nghịch ngợm, tựa gốc tiếng Anh: The Worst Witch, là một bộ phim truyền hình do Anh sản xuất, phim kể về một nhóm phù thủy trẻ đang theo học tại Học viện Phép thuật. Bộ phim có sự góp mặt của Georgina Sherrington và Felicity Jones, đực dựa trên tác phẩm văn học The Worst Witch (Phù thủy Xui xẻo) của tác giả Jill Murphy. Bộ phim được làm thành 3 phần và được trình chiếu từ năm 1998 đến 2001, và sau đó là loạt phim tiếp nối Weirdsister College. Hầu hết các tập phim đều xoay quanh trường học, nơi mà những cuộc phiêu lưu của Mildred và bạn của cô diễn ra. Nhờ thành công vang dội đó, người ta tiếp tục sản xuất thêm The New Worst Witch, kéo dài 2 phần và kể về những cuộc phiêu lưu của em họ của Mildred là Hettie khi cô theo học tại trường.
Tại Việt Nam, bộ phim từng được phát sóng trên kênh HTV9 của Đài truyền hình Thành phố Hồ Chí Minh với tên tiếng Việt là "Cô Phù Thủy Nghịch Ngợm".